# Juventud en Viena
Juventud en Viena es una autobiografía de Arthur Schnitzler iniciada en 1918 y acabada en enero de 1920 pero aparecida solamente en 1968 en la editorial Frizt Molden, Viena, Munich, Zúrich. La obra, escrita en siete capítulos, abarca el periodo entre el nacimiento del autor, el 15 de mayo de 1862, y la madurez de este, junio de 1889. La obra, que está dedicada a la vida privada del autor, constituye un documento de un gran interés, no solo por la enorme notoriedad del autor, sino por su gran valor literario. Constituye en cualquier caso también un interesante documento histórico sobre la vida en los medios intelectuales vieneses en durante el último tercio del siglo XIX.
1. ↑  Samuel Fischer Verlag 1988

- Datos: Q17385179